# Andrenosoma pygophora
Andrenosoma pygophora là một loài ruồi trong họ Asilidae. Andrenosoma pygophora được Schiner miêu tả năm 1868. Loài này phân bố ở vùng Tân nhiệt đới.